# Per Sørensen
Per Sørensen (24. september 1913 i Essenbæk ved Randers – 24. april 1945 i Berlin) var en dansk nazistisk soldat, der gjorde tjeneste i Frikorps Danmark og i den tyske hær. Per Sørensen var under krigen en af sine tyske kampfællers højst respekterede danske soldater.

## Liv og karriere
Per Sørensen var søn af læge Jens Sørensen og Anna Nicoline Marie Frank, som boede i bebyggelsen Klosteret i Essenbæk Sogn, da Per kom til verden.
Efter som studentereksamen fra Aalborg Katedralskole i 1932 blev han indkaldt som værnepligtig og valgte officersvejen. I 1941 var han avanceret til permierløjtnant.
Da Frikorps Danmark bliver oprettet i juli 1941, melder han sig ind i Waffen-SS. Han var en dygtig premierløjtnant i den danske hær og meldte sig, da den danske regering gav officererne udsigt til, at de efter krigen kan vende tilbage til Hæren.
Da Frikorps Danmark kom i kamp ved Demjansk og senere ved Welikije Luki, deltog Per Sørensen. Den 25. oktober 1942 blev han såret og nægtede at tage på lazarettet, før det russiske angreb er slået tilbage.
Da Frikorpset blev Regiment Danmark, var Per Sørensen aktiv til sin død i Berlin. Under krigen blev Per Sørensen såret syv gange.
Per Sørensen modtog to udmærkelser for sin indsats under krigen. Han fik Tyske Kors i guld i oktober 1944. To måneder senere blev han nævnt i den tyske hærs æresblad.
Da krigen nærmede sig sin afslutning, blev han sandsynligvis[kilde mangler] dræbt af tyske tropper under de heftige kampe om Berlin. Han var avanceret til chef for SS-Panzergrenadier-Regiment 24 "Danmark" i 11. SS-Panzergrenadier-Division "Nordland" og var regimentets eneste danske chef. Han havde da nået SS-graden Sturmbannführer, svarende til major-graden.
Per Sørensen blev i første omgang begravet på en lokal kirkegård i Berlin, men den 7. april 1968 gen-bisat på familegravstedet i Løkken.
Han sendte flittigt breve og fotos til forældrene fra sin tyske tjeneste. Materialet gør det klart, at han var svoren nazist. Forfatteren Erik Haaest benyttede i stort omfang materialet i sin bog Intet nyt fra Østfronten fra 1998.